# Perfídia (militar)
No contexto da guerra, a Perfídia é uma forma de engano em que um lado promete agir de boa fé (como levantar uma bandeira de trégua) com a intenção de quebrar essa promessa uma vez que o inimigo desavisado é exposto (como por vir fora da cobertura para levar os prisioneiros "entregues" sob custódia).
A perfídia constitui uma violação das leis da guerra e, portanto, é um crime de guerra, pois degrada as proteções e restrições mútuas desenvolvidas no interesse de todas as partes, combatentes e civis.

## Convenção de Genebra
A perfídia em contexto de guerra é proibida por leis internacionais. O artigo 37 da Convenção de Genebra de 1949 dispõe:
Proibição da Perfídia
1. É proibido matar, ferir ou capturar um adversário valendo-se de meios perfídios. Constituirão perfídia os atos que, apelando para a boa fé de um adversário e com a intenção de atraiçoá-lo, dêem a entender a este que tem direito à proteção, ou que está obrigado a concedê-la, em conformidade com as normas de Direito Internacional aplicáveis nos conflitos armados. São exemplos de perfídia os seguintes atos:
a) simular a intenção de negociar sob uma bandeira de armistício ou de rendição;
b) simular incapacidade por ferimentos ou enfermidades;
c) simular a condição de pessoa civil, não combatente; e
d) simular que possui condição de proteção, pelo uso de sinais, emblemas ou uniformes das Nações Unidas ou de Estados neutros ou de outros Estados que não sejam Partes em conflito.

2. Os estratagemas não são proibidos. São estratagemas os atos que têm por objeto induzir a erro um adversário ou fazer com que este cometa imprudências, porém que não infrinjam nenhuma norma de Direito Internacional aplicável aos conflitos armados, nem sejam perfídios já que não apelam para a boa fé de um adversário com respeito à proteção prevista nesse direito. São exemplos de estratagemas os seguintes atos: a camuflagem, os engodos, as operações simuladas e as informações falsas.
Os artigos 23 ("Outros Navios e Embarcações Sanitárias"), 38 ("Emblemas Reconhecidos") e 39 ("Símbolo de Nacionalidade") também são relevantes na delimitação de atos perfídicos.